# Ao Phang Ngas nationalpark
Ao Phang Ngas nationalpark, thailändska อุทยานแห่งชาติอ่าวพังงา, är en nationalpark i Thailand som ligger i provinsen Phang Nga i Södra Thailand. 

## Naturskydd
Nationalparken innefattar kustområden i distrikten Mueang Phang Nga och Takua Thung, omfattar ungefär 400 kvadratkilometer och inrättades den 29 april 1981. Nationalparken ingår också i våtmarksskyddet enligt Ramsarkonventionen (Konvention om våtmarker av internationell betydelse, i synnerhet såsom livsmiljö för våtmarksfåglar) sedan den 14 augusti 2002, med det officiella namnet Phang Nga Bay Marine National Park och referensnummer 1185.
Huvuddelen av nationalparken ligger i Andamansjön och har ett stort antal karsttorn av kalksten. Den mest kända av dessa är Khao Phing Kan, förknippad med James Bond, eftersom den tillsammans med Ko Ta Pu förekom i filmen Mannen med den gyllene pistolen.
Parken utgör skydd för en stor del av den mangroveskog som finns kvar i Thailand.
Nationalparken omfattar delar av distrikten (amphoe) Mueang, Takua Thung och Ko Yao-Phangnga, med 42 öar, bland annat Ko Khao Tao, Ko Hong, Ko Panyi och Khao PhingKan. Arkeologiska fynd tyder på att området varit befolkat redan för 10000 år sedan. Fynden innefattar omfattande grottmålningar på Ko Phang-nga.

## Miljö
Trycket från turismen har fått rese- och turistguiden Fodor’s Travel att 2018 rekommendera turister att undvika nationalparken för att hjälpa den att återhämta sig efter att nästan ha “blivit älskad till döds”.

## Klimat
Det tropiska klimatet i Thailand är ett sommarmonsunklimat, med kraftiga monsunregn från maj till oktober och torrtid från oktober till maj.

## Flora och fauna
Inom Ao Phang-nga finns en av de största och bäst bevarade mangroveskogarna, i Thailand. Skogen har viktiga funktioner i kustens ekosystem, som naturlig stormbarriär och yngelplats för marint levande djur.
Vanliga arter i mangroveskogen är Rhizophora apiculata, Rhizophora mucronata, Avicennia alba, Avicennia officinalis, Bruguiera  cylindrica, Bruguiera  parviflora och kanonkuleträden Xylocarpus  granatum och Xylocarpus  moluccensis .
Inne på öarna växer tropisk regnskog med arter som Hopea ferrea, ärtväxtträden Parkia timoriana och Acacia  catechu, mullbärsträdet Artocarpus  lacucha, clusiaträdet Garcinia  cowa  samt Morinda  coreia , och på mer kalkrik mark Colocasia gigantea , Pandanus monotheca , Cycas pectinata  och ingefära.
En inventering 1991 gav som resultat 206 djurarter, fördelade på 17 däggdjurarter, 88 fågelarter, 18 kräldjusarter, 3 groddjur, 24 fiskarter och 45 andra marina djur.
Gibbonarten lar och flera arter i släktet serover har tidigare funnits i området, men utrotats. Däggdjursarter inom nationalparken som är hotade är indisk fiskarutter, rökgrå bladapa och krabbmakak.
Fågelskådare kan sikta bland annat brahminglada, korallhäger, vitbukig fiskörn, olika arter av kungsfiskare, asiatisk beckasinsnäppa, och vitbosalangan.
Bland kräldjuren och groddjuren återfinns mangrovesnok, trädgrodor och saltvattengrodor.